# Медівник тонкодзьобий
Медівни́к тонкодзьобий (Philemon brassi) — вид горобцеподібних птахів родини медолюбових (Meliphagidae). Цей малодосліджений вид є ендеміком Індонезії. Вид названий на честь австралійського ботаніка Леонарда Брасса.

## Поширення і екологія
Тонкозьобі медівники є ендеміками індонезійської провінції Папуа на заході Нової Гвінеї. Вони живуть у вологих рівнинних тропічних лісах і на болотах.

## Збереження
Через обмежений ареал МСОП класифікує стан збереження цього виду як близький до загрозливого. Тонкодзьобим медівникам може загрожувати знищення природного середовища, однак всі нині відомі популяції мешкають в межах природоохоронних зон.